# Dangaraiulus valiachmedovi
Dangaraiulus valiachmedovi är en mångfotingart som beskrevs av Sergei I. Golovatch 1979. Dangaraiulus valiachmedovi ingår i släktet Dangaraiulus och familjen kejsardubbelfotingar. Inga underarter finns listade i Catalogue of Life.